# موجور
موجور (به ترکی استانبولی: Mucur) شهری است در کشور ترکیه که در استان قرشهر واقع شده‌است. جمعیت این شهر بر اساس سرشماری سال ۲۰۰۸ میلادی ۱۲٬۱۹۷ نفر و بر اساس برآوردهای سال ۲۰۰۹ میلادی ۱۲٬۴۱۰ نفر می‌باشد.